# Schlauchwürmer
Die Einteilung der Lebewesen in Systematiken ist kontinuierlicher Gegenstand der Forschung. So existieren neben- und nacheinander verschiedene systematische Klassifikationen. 
Das hier behandelte Taxon ist durch neue Forschungen obsolet geworden oder ist aus anderen Gründen nicht Teil der in der deutschsprachigen Wikipedia dargestellten Systematik.
Die Schlauchwürmer (Nemathelminthes oder Aschelminthes), auch als Rundwürmer oder Hohlwürmer bezeichnet, sind zylindrische, nicht symmetrische Würmer mit einer Länge von wenigen Millimetern bis zu einem Meter.  Schlauchwürmer bilden eine Gruppe von Urmündern (Protostomia), die früher auf Grund einiger Gemeinsamkeiten im Körperbau als Taxon angesehen wurden. Alle Schlauchwürmer haben einen stark entwickelten Vorderdarm, der einen muskulösen und mit cuticulären Versteifungen ausgestatteten Pharynx bildet. Da die Leibeshöhle nicht von einem Epithel ausgekleidet ist, wird sie meist als primäre Leibeshöhle (Blastocoel) interpretiert. Außerdem kommen häufig Synzytien und mehrfach Zellkonstanz (Eutelie) vor.

## Systematik
Der genaue Umfang der Schlauchwürmer war immer umstritten, folgende Taxa wurden ihnen meist zugeordnet:
- Kratzwürmer (Acanthocephala)
- Bauchhärlinge (Gastrotricha)
- Hakenrüssler (Kinorhyncha)
- Korsetttierchen (Loricifera)
- Fadenwürmer (Nematoda), zum Beispiel die Darmparasiten Spulwurm, Peitschenwurm, Madenwurm, Hakenwurm und Zwergfadenwurm
- Saitenwürmer (Nematomorpha)
- Priapswürmer (Priapulida)
- Rädertierchen (Rotatoria)

Mit Ausnahme der Bauchhärlinge, der Kratzwürmer und der Rädertierchen bilden sie in der modernen Systematik die Untergruppe Cycloneuralia der Häutungstiere (Ecdysozoa).

## Nachweise
- Volker Storch, Ulrich Welsch: Kurzes Lehrbuch der Zoologie. 7. Auflage. Gustav Fischer, Stuttgart, Jena, New York 1994, ISBN 3-437-20507-2, S. 426–433.